# Il sentiero dei disperati
Il sentiero dei disperati (Le rat d'Amérique) è un film del 1963 diretto da Jean-Gabriel Albicocco.

## Trama
Per cercare fortuna Carlo, un giovane scrittore, decide di emigrare in Paraguay, ma non gli consente di superare la miseria. Decide di darsi al contrabbando d'armi in favore dei guerriglieri. Coinvolto nella disfatta, per non essere preso dai regulares e finire in galera fugge, a La Paz, in Bolivia; con lui c'è Maria. Lui, costretto a rubare per vivere, finisce in carcere, lei è costretta a prostituirsi ad un locandiere. Questi viene assassinato, e i sospetti cadono subito sui due. Nuova fuga, stavolta la meta è il Cile in cui lui trova lavoro in miniera. Arriva qui un'insperata fortuna, e sarà la donna che ama a convincerlo se perseverare o tornare in patria.

## Distribuzione
Presentato in Francia alla 16ª edizione del Festival di Cannes nel 1963, è uscito nelle sale italiane il 1º luglio 1964.